# 長野県中小企業振興センター
公益財団法人 長野県中小企業振興センター（こうえきざいだんほうじん ながのけんちゅうしょうきぎょうしんこうセンター）は、業種や業態を超えて総合的に新分野進出、起業、経営革新支援等を行う機関として長野県経済の活性化を図ることを目的とした公益財団法人。1971年（昭和46年）設立。

## 概要
- 所在地：長野県長野市若里一丁目18番1号
- 理事長：太田哲郎(オリオン機械株式会社社長)

## 事業
- 中小企業の支援等。